# الخرابة (قرية)

تعديل مصدري - تعديل

الخرابة  هي إحدى قرى الجمهورية اليمنية. وهي تتبع جغرافيًا لمحافظة تعز. وإداريًا لمديرية ماوية. يبلغ تعداد سكانها 288 نسمة حسب أحصائيات عام 2004.